# St. Clemens (Hemmersbach)
Koordinaten: 50° 54′ 33,4″ N, 6° 43′ 0,9″ O
Die Kirche St. Clemens ist die alte römisch-katholische Pfarrkirche und heutige Filialkirche des Ortsteils Hemmersbach (zu Horrem) der Stadt Kerpen im Rhein-Erft-Kreis (Nordrhein-Westfalen). Die Kirche gehört zum Seelsorgebereich Horrem-Sindorf im Erzbistum Köln.
Sie ist unter Nummer 54 in die Liste der Baudenkmäler in Horrem (Kerpen) eingetragen.

## Geschichte

Clemenskirche von oben, 1965

Eine Kirche in Hemmersbach wurde 1345 das erste Mal urkundlich erwähnt. Diese Kirche war eine der Burg Hemmersbach. Jedoch geht das heutige Gotteshaus auf das 10. Jahrhundert zurück. Dies war ein einfacher Rechteckbau. Der heutige Glockenturm wurde im 12. Jahrhundert errichtet. Im späten 12. Jahrhundert wurden an das rechteckige Kirchenschiff zwei Seitenschiffe angebaut. Im 15. Jahrhundert wurden in die romanischen Kirchenschiffe spitzbogige, gotische Fenster eingebaut, sowie im nördlichen Seitenschiff ein Kreuzrippengewölbe. Zur Zeit des Barock wurde das heutige Dach errichtet. 
Im Jahr 1852 wurde das Gotteshaus nach Plänen von Vincenz Statz nach Osten hin um fünf Achsen und einem dreiseitigen Chorschluss im neogotischen Baustil erweitert. Des Weiteren wurde im gleichen Jahr im alten Teil des Mittelschiffs eine Holztonne als Decke eingebaut, welche jedoch zwischen 1953 und 1957 durch eine Holzdecke ersetzt wurde. In dieser Zeit wurde die Kirche grundlegend renoviert. Dabei wurden auch Reste einer spätgotischen Ausmalung freigelegt.

## Ausstattung
In der Kirche befinden sich ein barocker Altar aus dem 17. Jahrhundert, ein Kreuzigungstriptychon von 1530 aus den Niederlanden, Reste eines spätgotischen Chorgestühls aus dem 16. Jahrhundert und mehrere Holzfiguren aus dem 14. und 15. Jahrhundert. Die Kirchenfenster wurden zum großen Teil 1956 von dem Künstler Franz Pauli neu gestaltet.
Eine kleine Orgel befindet sich ebenfalls in der Kirche. Sie hat 14 Register auf einem Manual und Pedal. Das Instrument eines unbekannten Orgelbauers wurde 1958 durch die Orgelbaufirma Klais als Opus 1227 restauriert.
Im Kirchturm befindet sich ein dreistimmiges Glockengeläut: Die „Marienglocke“ ist eine Glocke aus dem Jahre 1453,  die „Clemensglocke“ wurde 1648 gegossen. Eine dritte, ebenfalls aus dem Jahr 1648 stammende Glocke, die „Katharinenglocke“, wurde wie die beiden anderen im Zweiten Weltkrieg zu Kriegszwecken eingezogen, hat aber anders als ihre Schwestern den Krieg nicht überstanden. Sie wird ersetzt durch die 1960 gegossene Josefsglocke. 